# 埃尔米塔日博物馆
埃尔米塔日博物馆（俄語：Госуда́рственный Эрмита́ж，羅馬化：Gosudarstvenny Ermitazh，IPA：[gəsʊˈdarstvʲɪnɨj ɪrmʲɪˈtaʂ]），又譯隱士廬博物館，通稱冬宮，位于俄羅斯圣彼得堡的涅瓦河的藝術文化博物館。按展覽空間計，它是世界上最大的藝術博物館 。該博物館成立於1764年，當時叶卡捷琳娜二世從柏林商人約翰·恩斯特·戈茨科夫斯基獲得了眾多應人深刻的畫作收藏。因此博物館在每年12月7日的叶卡捷琳娜二節以慶祝博物館的成立週年，博物館自1852年以來一直向公眾開放。《艺术新闻》在其世界參觀人數最多的美術館名單中將該博物館排在第6位，在2021年時，埃爾米塔日博物館共有1,649,443名參觀者。
埃爾米塔日博物館的收藏品只有一小部分永久展出，並保存了超過三百萬件文物。這些藏品於了宮殿堤沿線的六座歷史建築的大型建築群展示，包括曾是俄羅斯帝国沙皇的宫邸冬宫、小冬宮、舊冬宮、新冬宮、和冬宮劇院組成。由弗朗切斯科·巴尔托洛梅奥·拉斯特雷利设计并建于1754—1762年，此外緬希科夫宮的储备库和總參謀部大樓的東翼也是博物館的一部分。使得博物館的总面积近130万平方公尺，該博物館在國外設有多個展覽中心和分支機搆。目前冬宮為聯邦國家財產。
博物館主體建築群的六座建築中，其中五座都向公眾開放。外國遊客的門票費用高於俄羅斯和白俄羅斯公民須付的費用。不過所有遊客在每個月的第三個星期四免費入場，學生和兒童每天免費入場。博物館每週一閉館。

## 建筑群

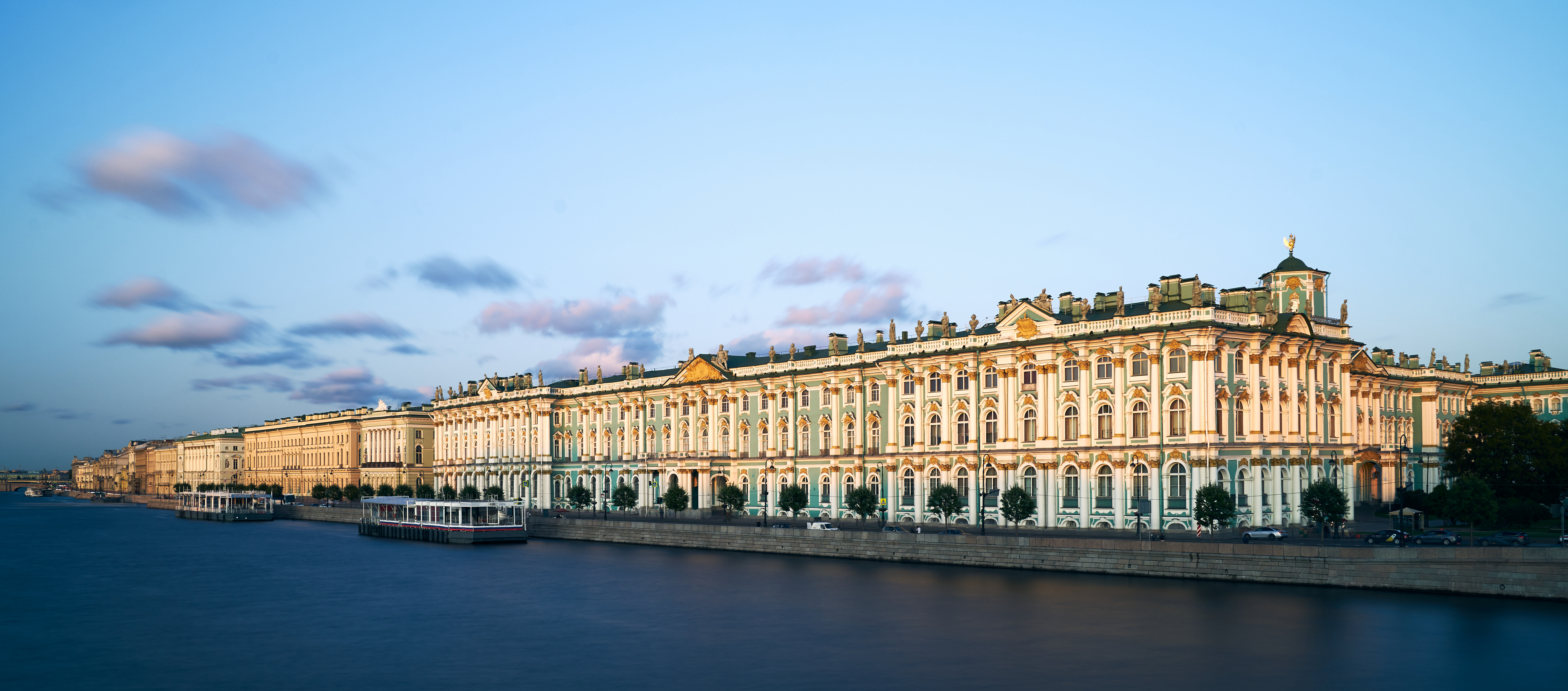
埃爾米塔日博物館全景

這座佔據了整整一個街區的三層建築規模宏大，裝飾豪華。從不同的角度看，冬宮給人留下不同的印象。這是因爲它正面的各種結構在整體對稱的同時又具自的韻律，而且，它外表的雕像裝飾豐富多樣。別具匠心的門廊設計、豪華的科林斯柱式、複雜的飛簷曲線、造型各異的雕塑與花瓶、絢麗多樣的色彩使冬宮具有俄羅斯巴洛克建築所特有的豪華風格。

## 组織

### 西歐藝術部
博物館設立最早和最大的一個分部。其中又分成六個展區——13—18世紀彩色畫、19-20世紀彩色畫、線條畫、版畫、實用藝術、金屬製品和寶石。西歐藝術部共有76名工作人員，其中有6名博士和24名副博士。西歐藝術部儲藏著近60萬件展品。西歐藝術品的日常展覽要佔據埃爾米塔日博物館120個展廳。

### 古希臘藝術部
為最古老的分部之一，它分爲兩個展區：古希臘與古羅馬、古黑海北岸地區。這個分部共有22名工作人員，其中5人爲副博士。古希臘藝術部的展覽廳有20個。約有14萬件展品。埃爾米塔日博物館中有關古希臘的文物超過10.6萬件，它們反映了古希臘、古義大利和古羅馬、古希臘在黑海北岸殖民地的文化與藝術。其中最古老的文物屬於西元前3000年，最晚的屬於西元4世紀。
1931年，在埃爾米塔日博物館古希臘藝術部的基礎上設立了東歐和西伯利亞考古部。這個部有30名工作人員，其中有4名博士、11名副博士。該部儲藏庫中有近50萬件藏品。設有33個展廳。

### 俄羅斯文化史部
博物館中最年輕的一個分部。它始設於1941年4月，最終建成于偉大衛國戰爭之後。俄羅斯文化史部有34名工作人員，其中2人爲博士，13人爲副博士。文化史部有50餘個展廳，30多萬件展品。這些豐富的展品反映了俄羅斯千餘年的歷史。聖像和手工藝品再現了古羅斯人的精神世界和生活方式。彼得大帝時期的文物則把一個巨大變革的時代呈現在我們眼前。18世紀的著名藝術家——畫家、雕塑家、實用藝術品大師們的作品讓我們領略了伊麗莎白·彼得羅夫娜時代的光輝和葉卡捷琳娜二世時代的輝煌。
緬希科夫宮收藏著18世紀頭30年俄羅斯文化的珍寶，其中尤其值得關注的是宮殿內飾，在這裏，真正的18世紀的裝飾得到了保存。這裏有59名工作人員，其中2人爲副博士。亞歷山大·達尼洛維奇·緬希科大是聖彼得堡首位市長，作爲它的官邸，緬希科夫宮1710年始建於瓦西裏島。這是聖彼得堡保存下來的最早的建築之一，集住宅與行政功能於一身。
緬希科夫宮的外表很獨特，從1710-1727年，歷經長期的逐步建設，才最終落成。參與建設與裝修的是西歐建築師和設計師：喬瓦尼·馬里奧·豐塔納、約翰·戈特弗裏德·謝德爾、特列吉尼、拉斯特雷利、格奧爾格·約翰·馬塔爾諾維、勒布隆。俄羅斯工匠——泥水匠、粉刷工、木匠、家具工、切削工、砌面工、畫匠——把這些設計師的理念變成了現實。
設立於1920年的東方民族文化藝術部有四個展區：古代東方、拜占庭與中東、中亞與高加索、遠東。這個分部有42名工作人員，其中6人爲博士，21人爲副博士。共設有78個展廳。展品近18萬件。

### 古錢幣部
這是博物館最古老的分部之一。它最早的一批收藏品是葉卡捷琳娜二世於1764年購買的錢幣與獎章。這個分部有24名工作人員，其中有2名博士，5名副博士。這裏有超過111.5萬件展品，分爲兩個展區：古希臘及東方錢幣、歐洲及美洲古錢幣。這些展品在古錢幣陳列館和博物館的其他展廳均有展出。按照收藏品的數量計算，古錢幣部的藏晶佔博物館全部收藏品的三分之一。埃爾米塔日的古錢幣部是俄羅斯久負盛名的最大的古代錢幣收藏機構之一。主要的藏品是硬幣：古希臘的（近12萬枚）、東方的（超過22萬枚）、俄羅斯的（近30萬枚）和西方的（近36萬枚）。此外古錢幣部還收藏有紀念章（近7.5萬枚）、各類勳章、獎章（近5萬枚）和各式各樣的印章。

### 軍械庫
獨立的一個部門。十九世紀的頭十年裏，尼古拉白夫洛維奇公爵（後來的尼古拉一世）爲這個部門奠定了開端。這個部門有5名工作人員，其中1人爲副博士。軍械庫收藏有不同國家不同時代的近1.6萬件軍械樣品。主要的展品陳列于騎士展廳。這裏有1.5萬餘件俄羅斯、西歐和東方武器樣品，展示了從中世紀早期至20世紀初武器製造藝術發展的一幅全景圖。從展品的數量與廣泛性來說，這是俄羅斯最大的，也是世界最出色的武器展覽館之一。建築文物歷史與修復部成立於1975年，1992年獲得科學研究部的地位。這個分部有三個展區：建築修復、科學研究與建築考古。這裏有24名工作人員，其中1人爲博士，4人爲副博士。

### 科學圖書館
自建館之日起就是埃爾米塔日博物館不可分割的一部分。圖書館收藏著彼得三世的妻子、女皇葉卡捷琳娜二世的私人藏書。現在埃爾米塔日圖書館收藏著70萬冊藝術、歷史與歷史學、建築學與文化類圖書，涵蓋歐洲與東方各種語言。藏有珍稀圖書與手稿近1萬冊。

### 科學技術鑒定部
成立於1936年，當時是世界上最早的X光照射室。從上世紀70年代起成爲一個獨立的實驗室，1997年成爲獨立的部門。該部是俄羅斯最大的文化藝術品鑒定中心之一，它的工作是開展材料與技術研究，利用現代自然科學技術手段對博物館的收藏品實施技術鑒定與確認。

### 鐘錶與樂器修復部
成立於1995年，它的工作是對埃爾米塔日博物館所有的鐘錶與樂器進行研究、修復與維護。

### 埃爾米塔日劇院
俄羅斯和聖彼得堡最古老的劇院之一，根據葉卡捷琳娜二世的命令建於1782—1785年。它坐落在彼得大帝冬宮的舊址上，由設計師誇倫吉按嚴格的古典風格設計建成。不同尋常的觀衆大廳爲仿古希臘風格。在其舞臺對面，半圓形的階梯坐位向後延伸，如同古希臘的露天劇場。牆壁和圓柱上鑲嵌著彩色的人造大理石。壁龕裏安放著太陽神阿波羅和九個繆斯的雕像，它們上面是雕刻有著名音樂家和詩人肖像的淺浮雕。
1785年11月16日，埃爾米塔日劇院的第一個演出季正式揭幕。首演劇目是喜劇《磨坊主、巫師、騙子與媒人》(索科洛夫斯基譜曲、阿布列西莫夫作詞)。劇院每周演出二到三次。

## 历史
冬宮的修建工程直到伊麗莎白·彼得羅夫娜死後才完成。從1762年開始，直至1917年12月羅曼諾夫王朝被革命推翻，冬宮一直是俄羅斯沙皇的正式宮殿。冬宮及其居住者與俄羅斯歷史上最重要的事件密切相關。俄羅斯沙皇及其家庭成員就是在這裏度過自己顯赫而神秘的一生。現存宮殿內部擺放著埃爾米塔日博物館的收藏品，這些內殿不僅具有藝術價值，還富有歷史價值。
1764年，叶卡捷琳娜二世在冬宫收藏从柏林商人戈茨科夫斯基手中获得的225幅绘画作品，以及来自欧洲和北亚地区的艺术珍品，埃尔米塔日博物馆建立。
1917年12月30日，蘇聯政府教育人民委員盧那察爾斯基宣佈冬宮和埃爾米塔日爲國立博物館。
1919年，首批展覽——彼得格勒保存下來的繪畫作品展和古埃及祈禱祭祀用品展覽在這裏舉行。
1920年11月，撤運至莫斯科的藝術珍品回遷工作結束。
1921年1月2日，繪畫展廳向公衆開放，第二年其他展廳也相繼開放。博物館的人口爲阿特拉斯門廊。人們組織了首批參觀。在革命後的第一個五年，進館參觀免費。
1940—1943年圣彼得堡被德军围困，冬宫受到很大破坏，但馆藏的艺术珍品得到了列宁格勒（当时圣彼得堡被称为列宁格勒）人民的妥善而及时的保护。1945年二战结束，苏维埃政府开始重修冬宫。
在上世紀90年代初，政府通過了對整個劇院建築進行全面大修的決定。在修復和重建過程中，新設置了同聲傳譯系統（5種語言），增加了電影放映設施，安裝了舞臺和大廳電腦照明控制系統。1991年1月7日，修葺一新的埃爾米塔日劇院再次向觀衆打開了大門。冬宮——埃爾米塔日博物館最大的建築，遵照彼得大帝的女兒伊麗莎白·彼得羅夫娜之意，由1754年至1762年建成的沙皇宮邸。設計師爲巴洛克式建築的代表人物拉斯特雷利。
1991年12月18日，俄羅斯聯邦總統葉利欽發佈命令，把國立埃爾米塔日博物館列入俄羅斯聯邦特別珍貴民族遺産目錄。
根據俄聯邦政府1992年7月9日的決定，國立埃爾米塔日博物館爲聯邦財産，不得實施私有化。
根據俄羅斯聯邦總統葉利欽1996年6月12日的命令，國立埃爾米塔日博物館受俄羅斯聯邦總統保護。
1998年1月1日，經統計，埃爾米塔日博物館當日的展品有1893292件。如果參觀每件展品的時間僅爲30秒，參觀完所有展品也需要7年時間。
1999年，爲建立裝飾藝術博物館，原外交部和財政部（總參謀部）的建築轉交給埃爾米塔日博物館。
2004年埃爾米塔日博物館的預算約爲10億盧布。其中7.74億盧布來自國家撥款，其餘資金爲埃爾米塔日博物館自己的收入。
2005年在喀山也開設了展覽中心。2004年，博物館的專家出版了包括展品目錄、專著、學術論文集在內的近100部科研著作。在俄羅斯和獨聯體不同地區，埃爾米塔日博物館組織了15支考古隊開展考察活動。

## 图集

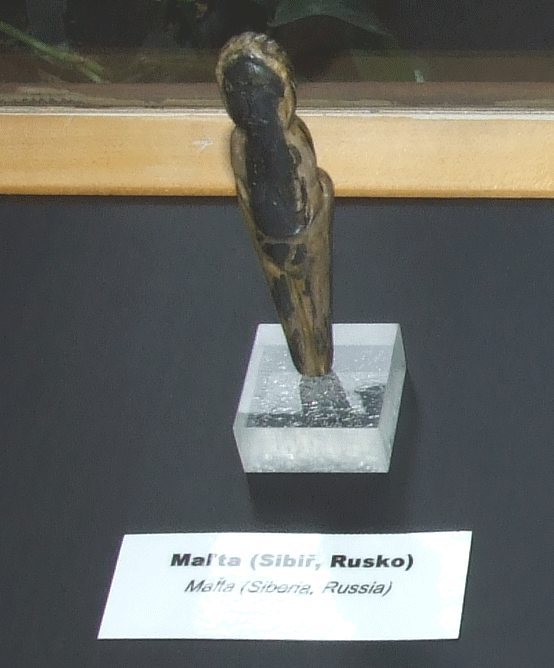
旧石器时代：马尔塔维纳斯（约前20,000年）
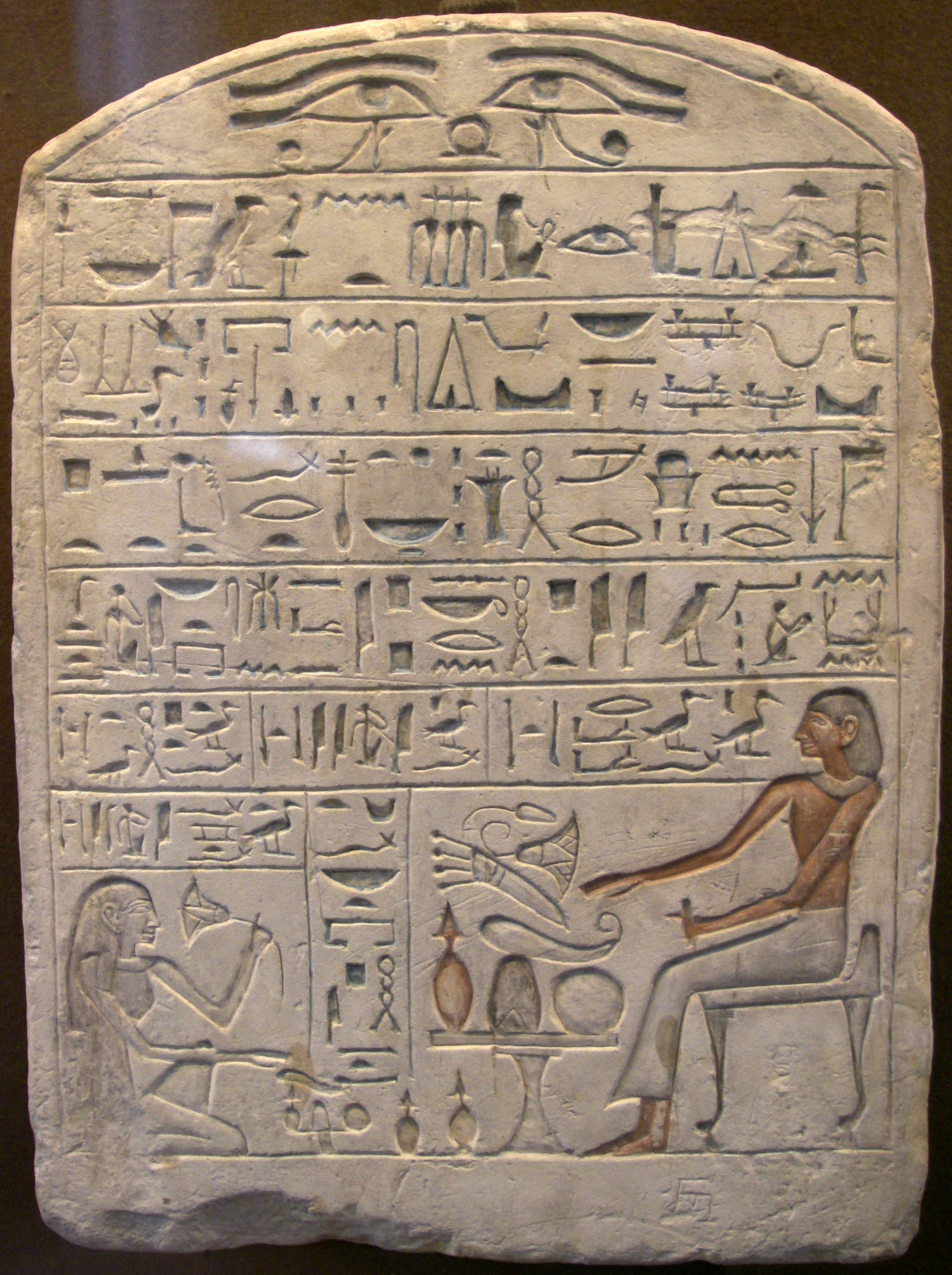
古埃及：陶工首领碑（前18世纪）
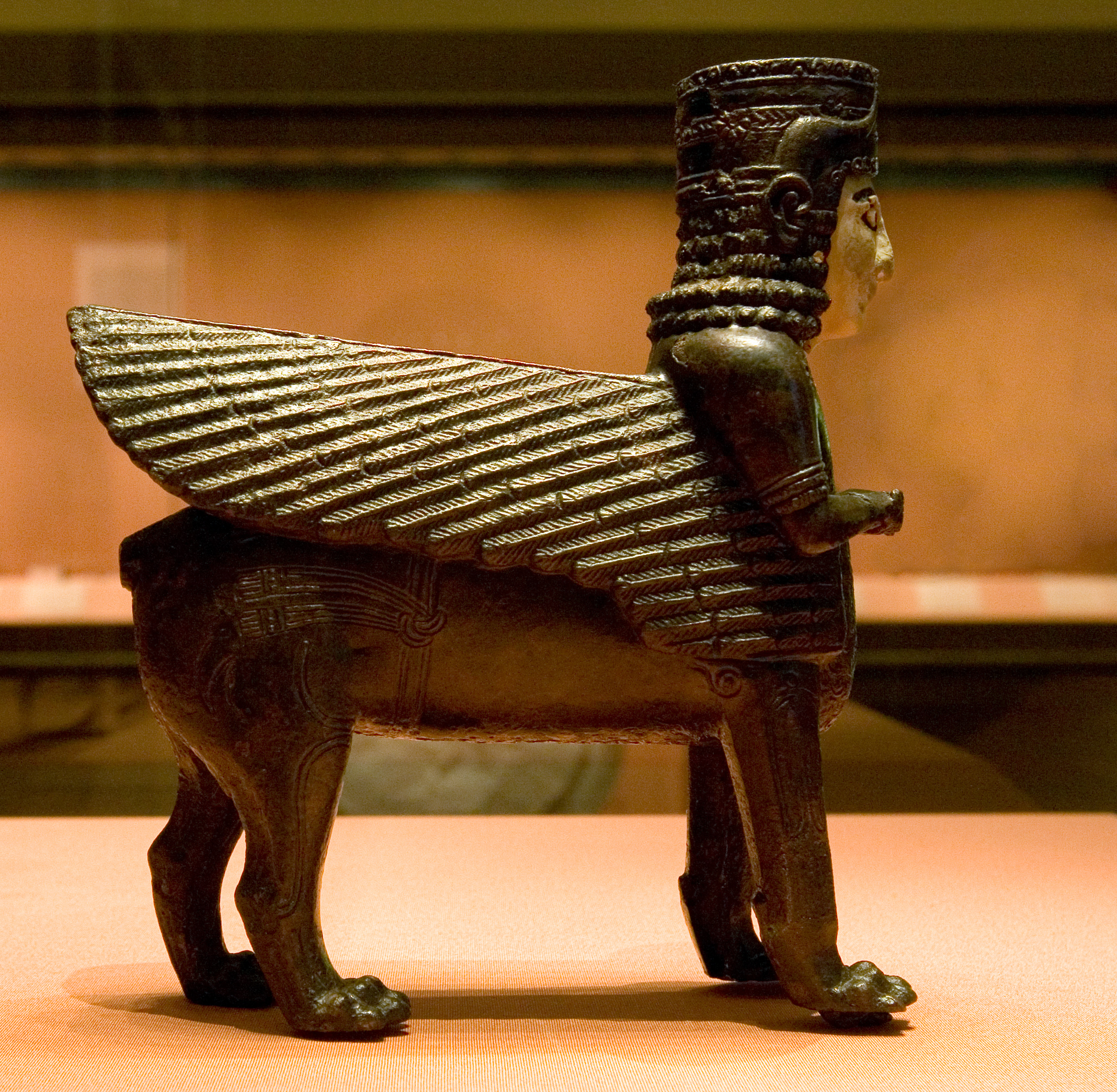
古代近東：烏拉爾圖神像（前7–5世纪）
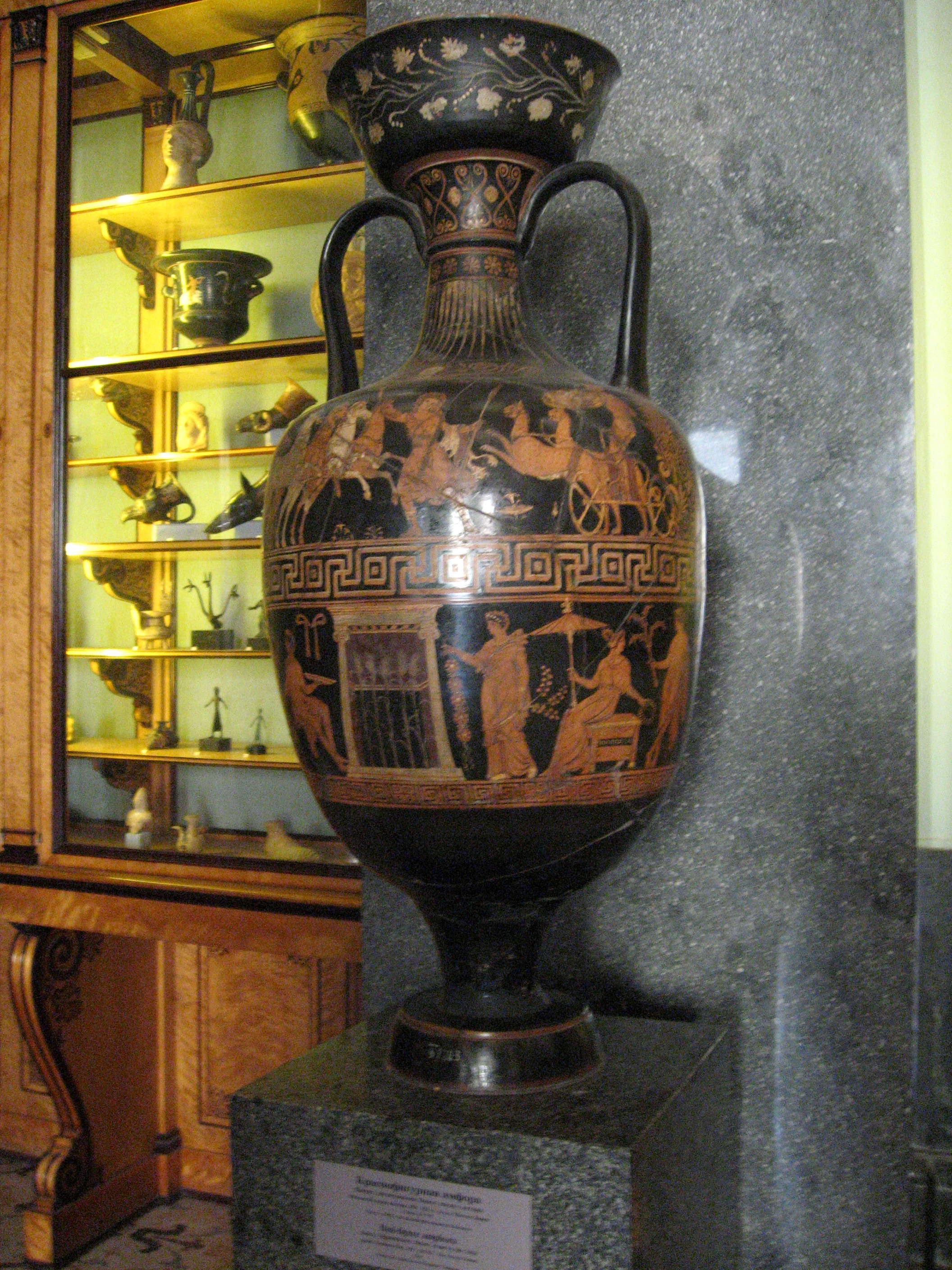
古希腊：紅彩陶器（前5世纪）
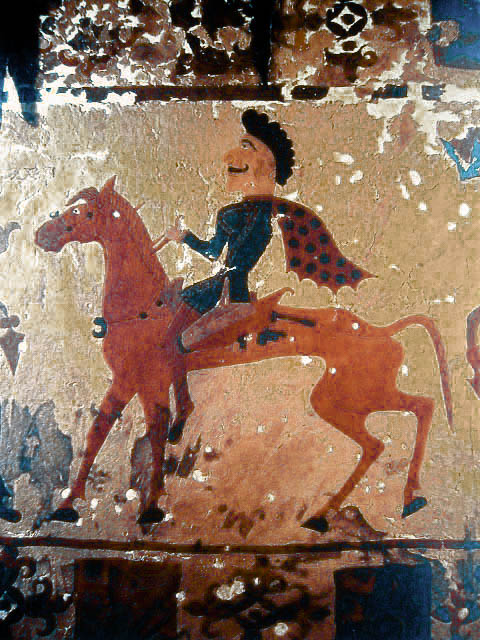
古代草原：巴泽雷克骑马人（前3世纪）
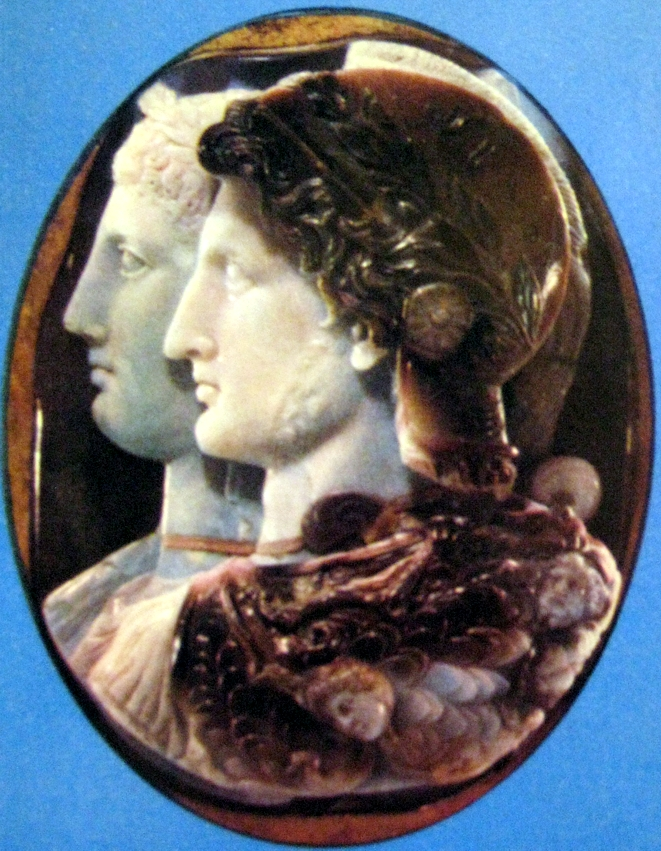
希腊化：冈萨加浮雕（前3世纪）
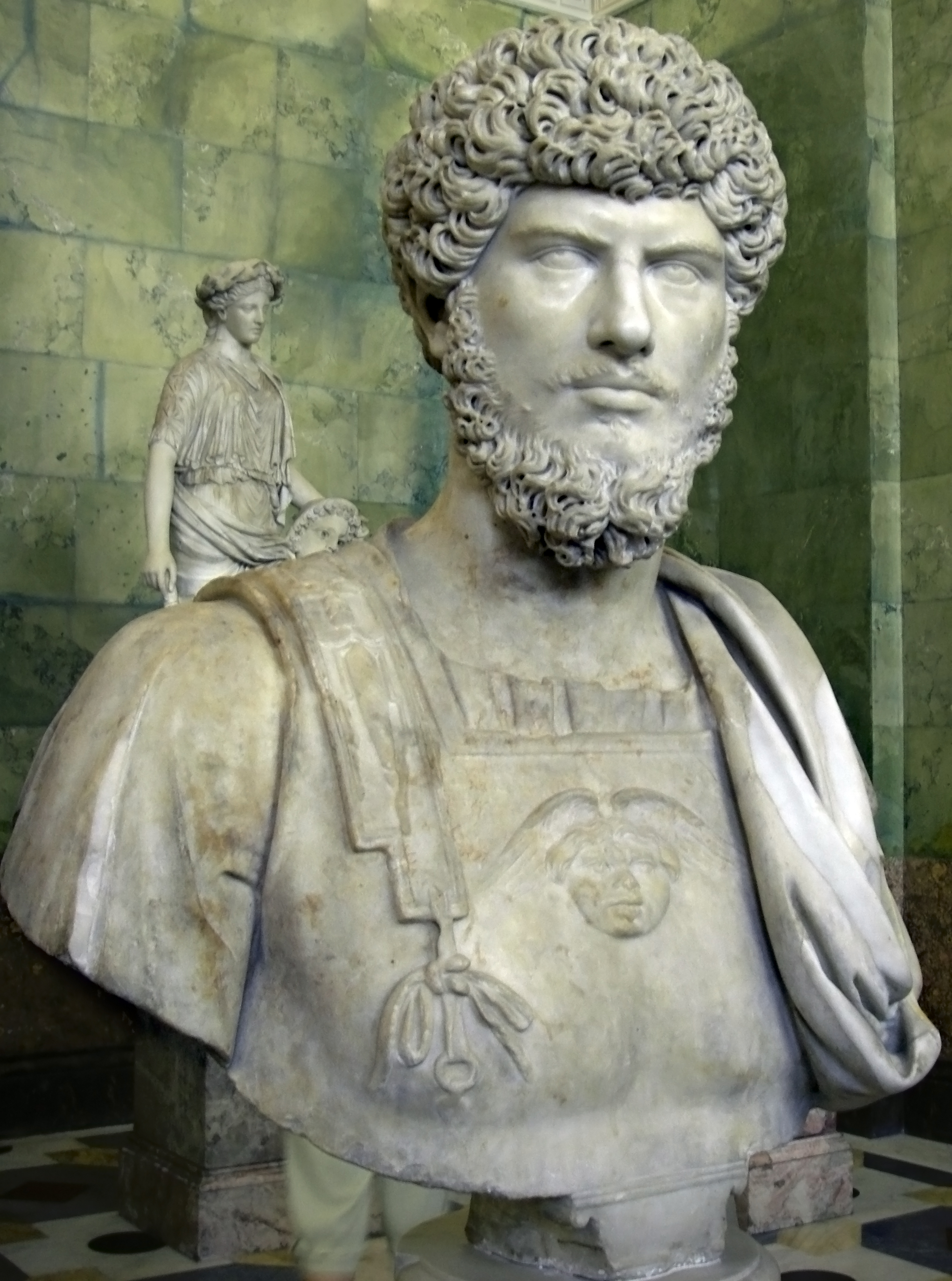
古罗马：維魯斯半身像（160–170年）
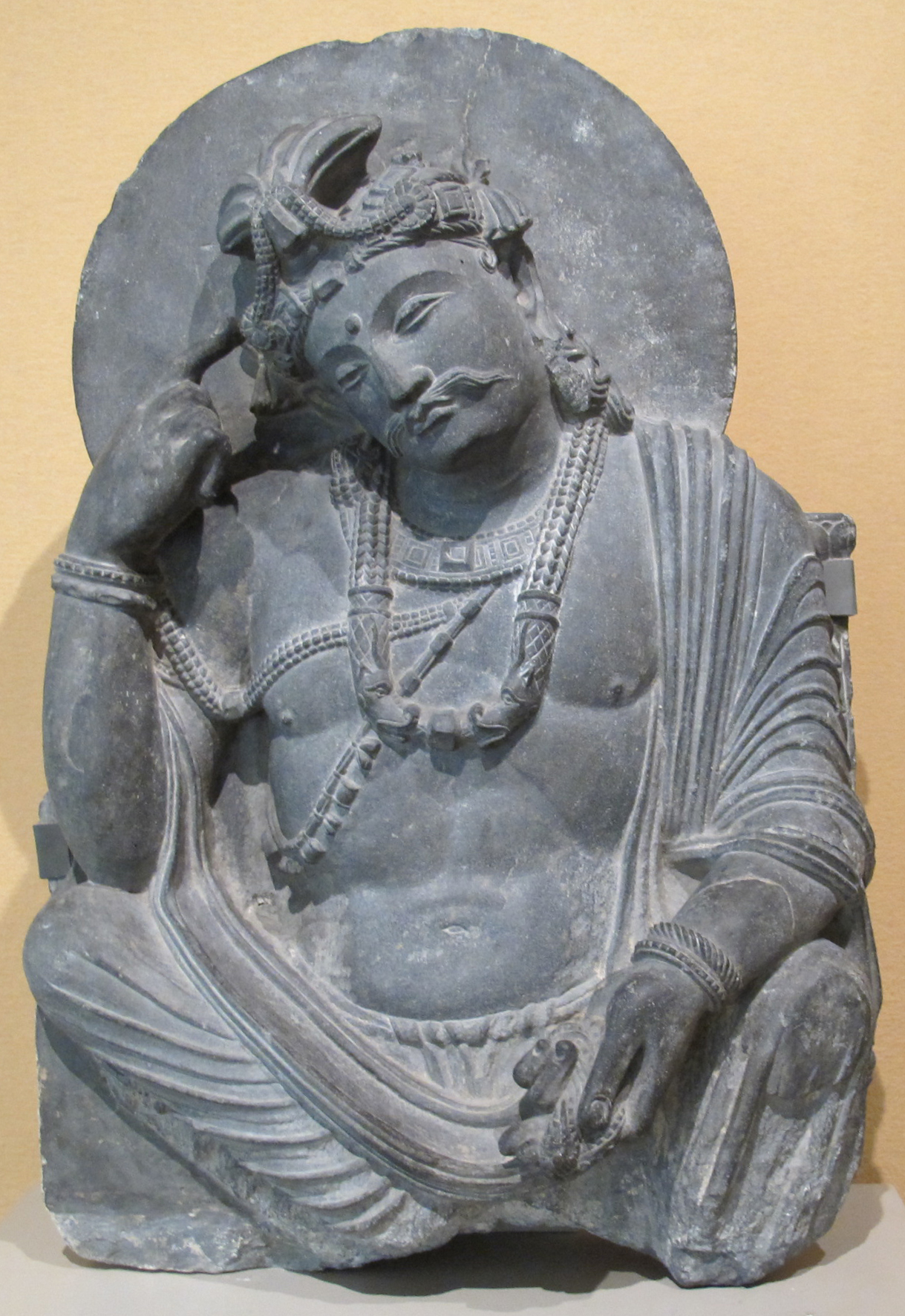
印度：佛像（2–3世纪）
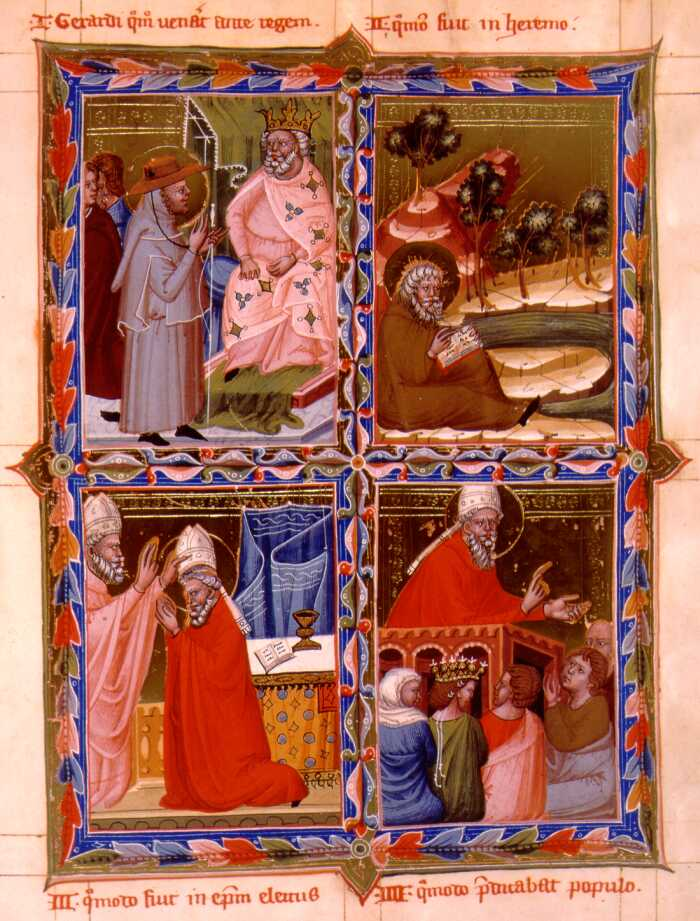
哥特式：安茹传说故事集（1330年）
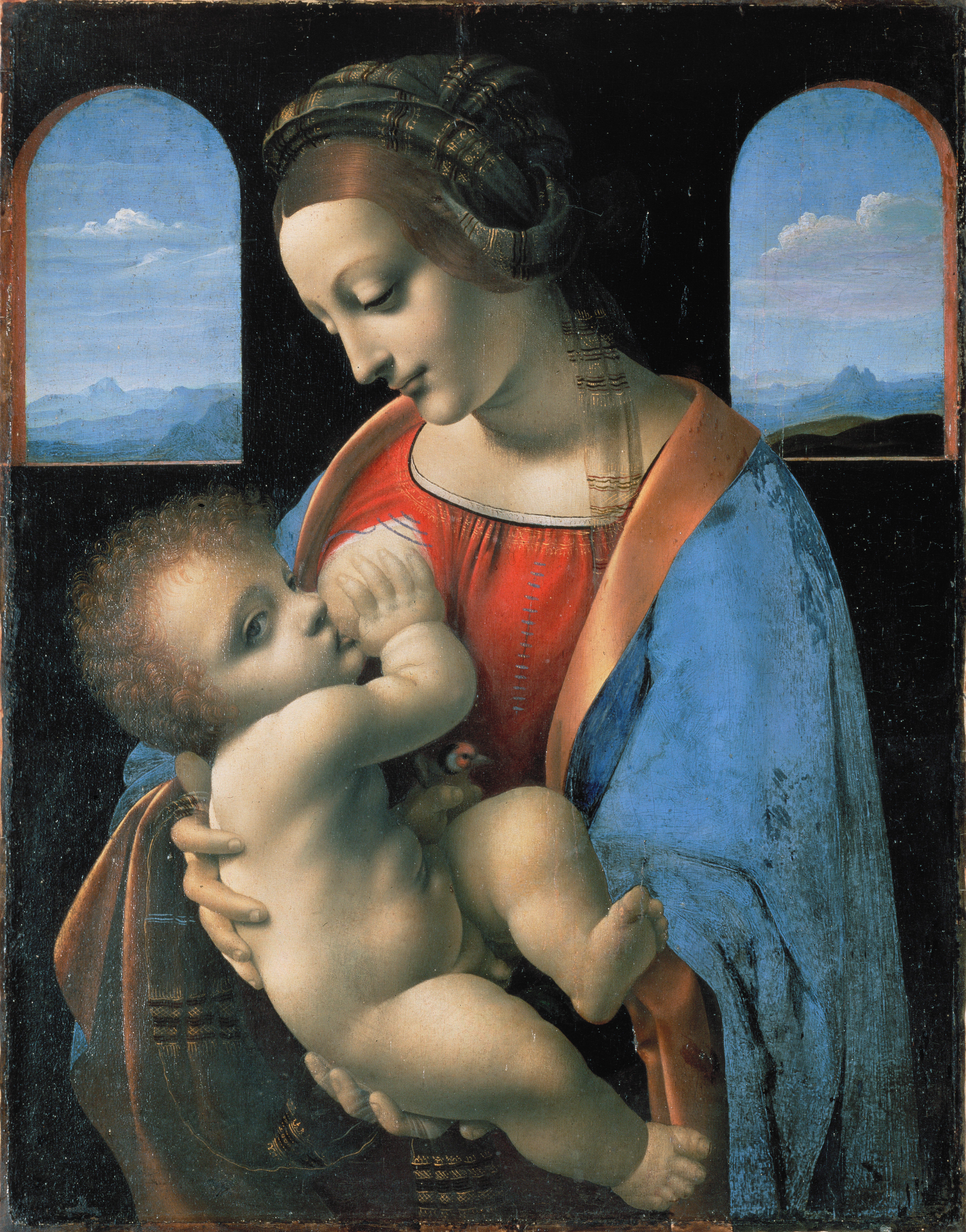
文艺复兴早期：列奥纳多·达·芬奇《哺乳圣母》（约1490年）
文艺复兴盛期：提齊安諾·維伽略《忏悔的抹大拉玛利亚》（1565年）
風格主義：格雷考《圣彼得与圣保禄》（1592年）
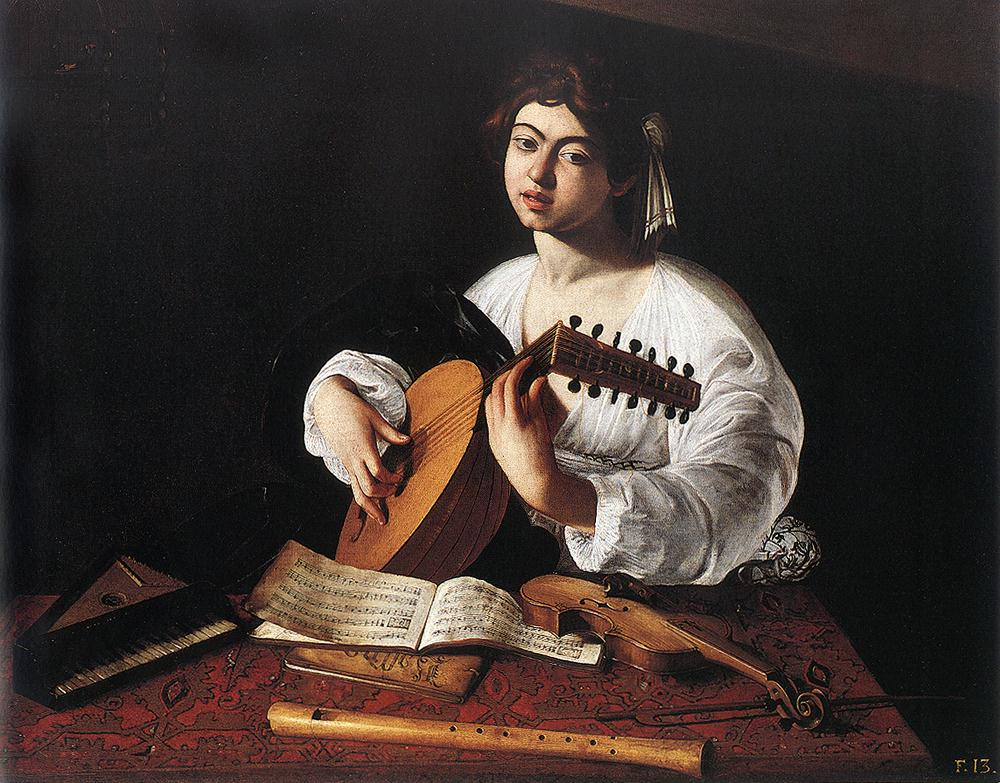
意大利巴洛克：卡拉瓦乔《詩琴演奏師》（1596年）
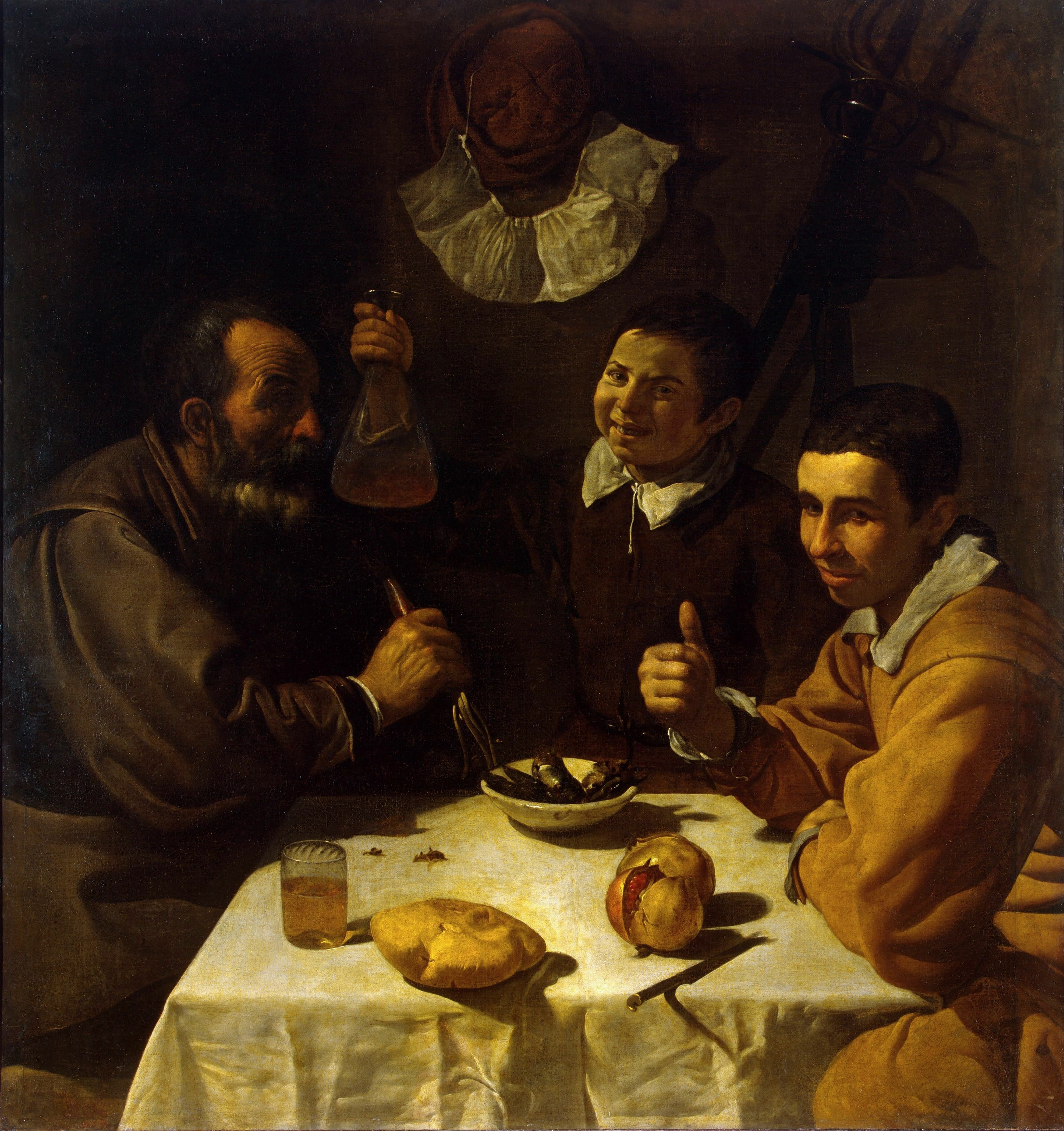
西班牙巴洛克：委拉斯开兹《午餐》（1617年）
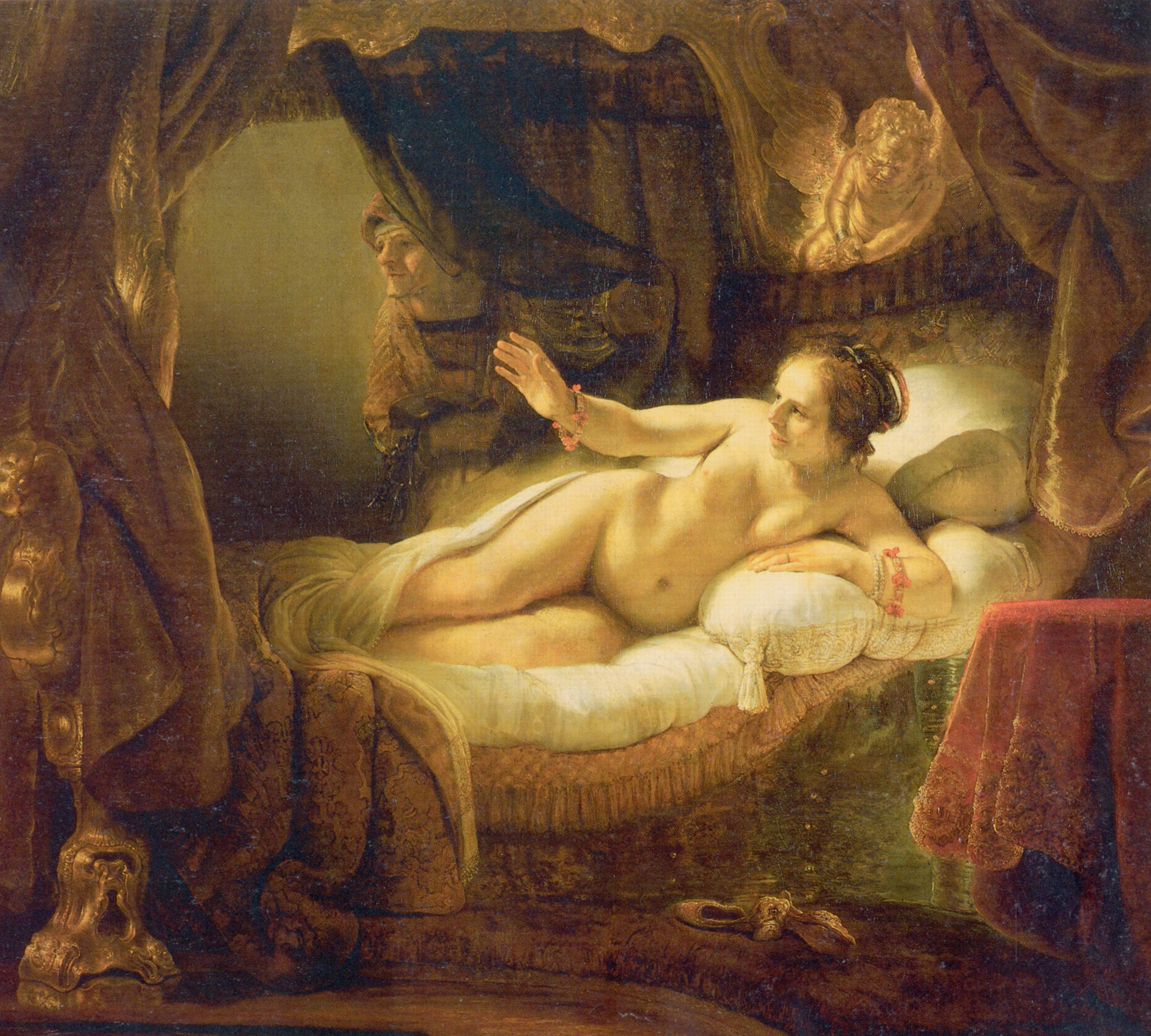
荷兰巴洛克：伦勃朗《达那厄》（1636年）
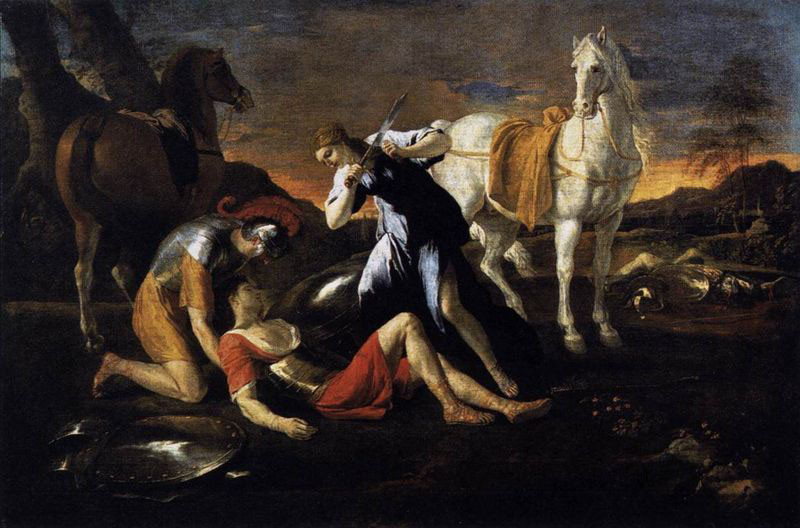
古典主義：尼古拉·普桑《坦克雷德与埃米尼娅》（1649）
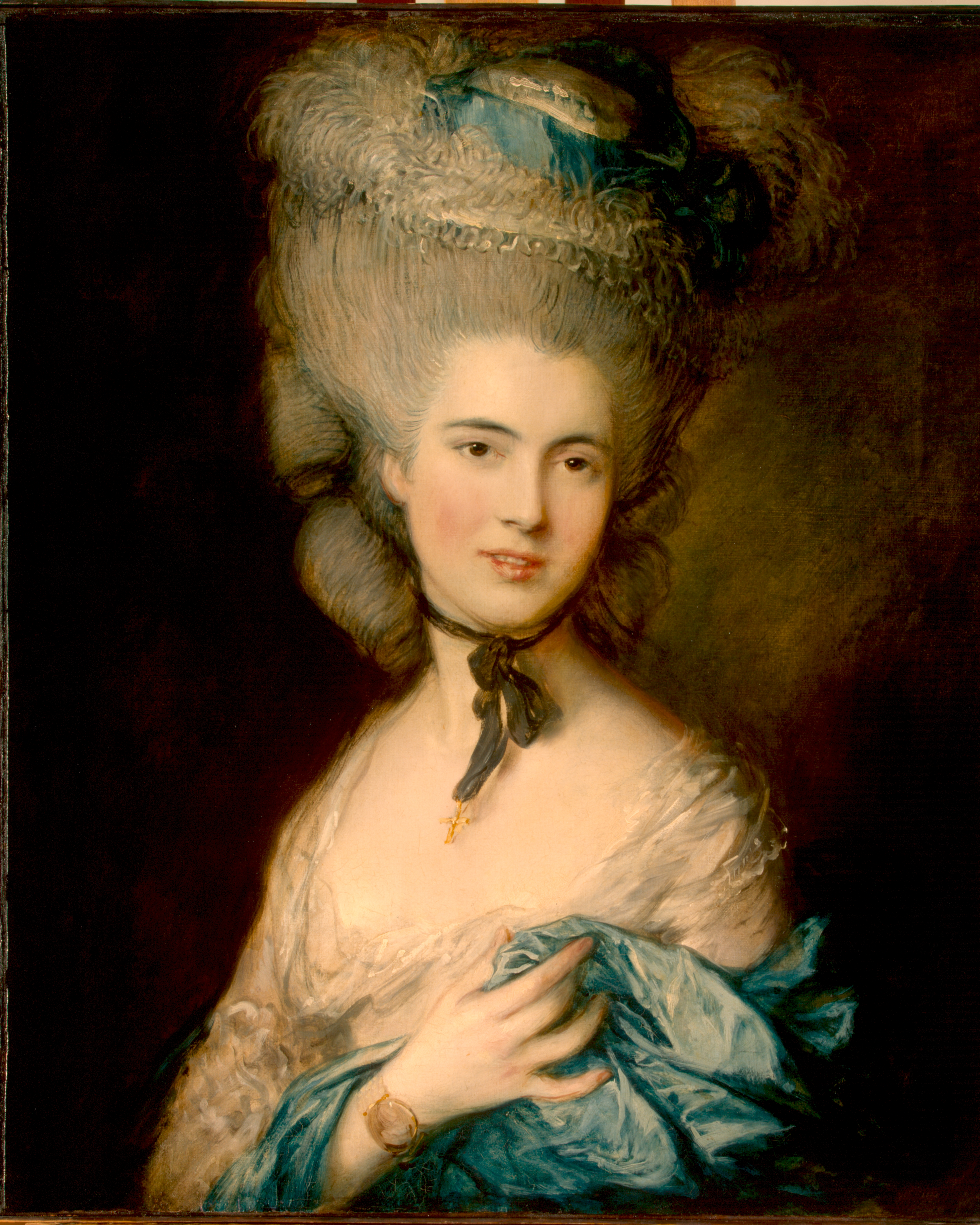
英国：托馬斯·庚斯博羅《蓝衣女子》（约1770年）
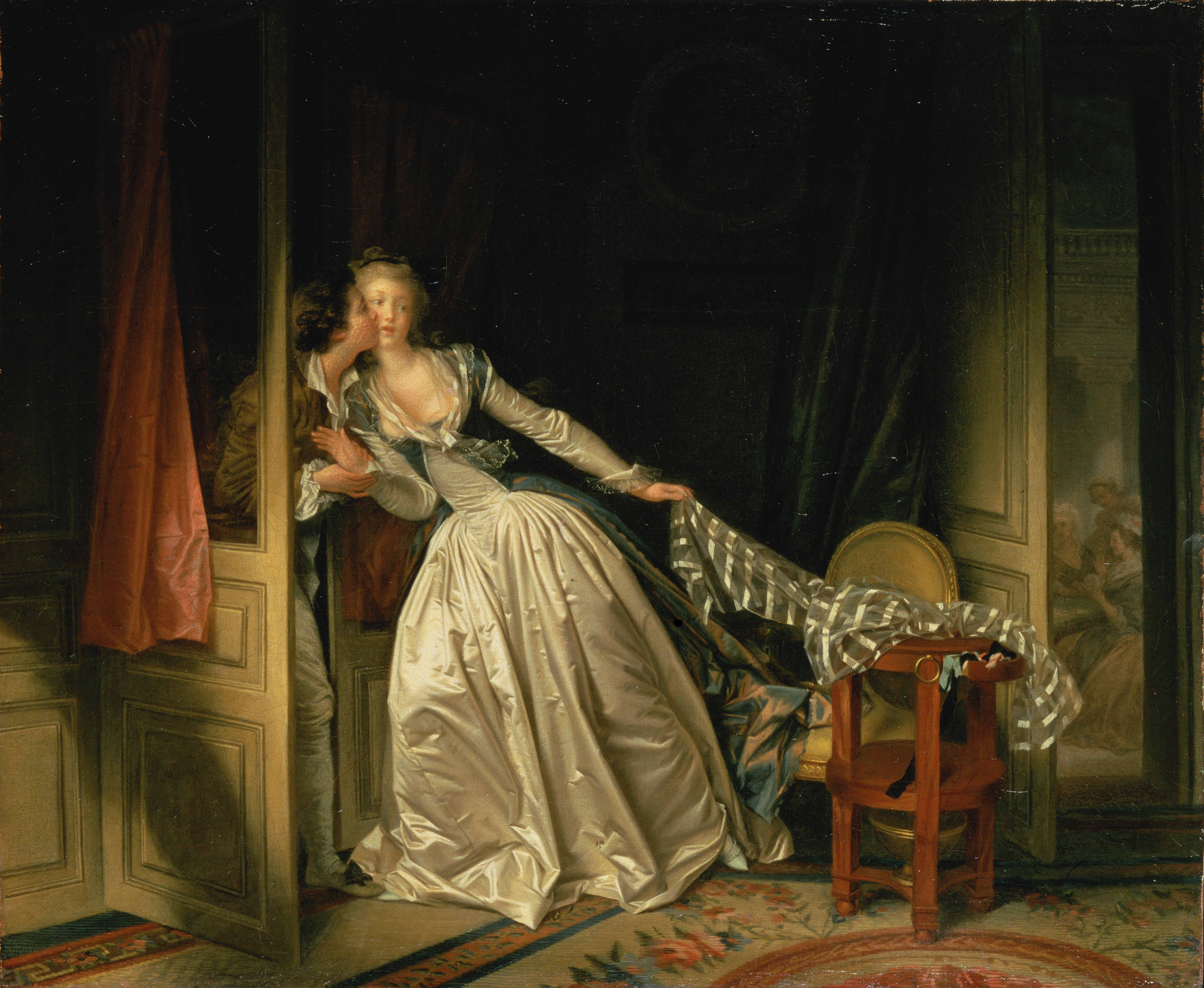
洛可可：让-奥诺雷·弗拉戈纳尔《偷来之吻》（约1780年）
新古典主義：安东尼奥·卡诺瓦《因邱比特的吻而复活的普塞克》（约1800–1803年）
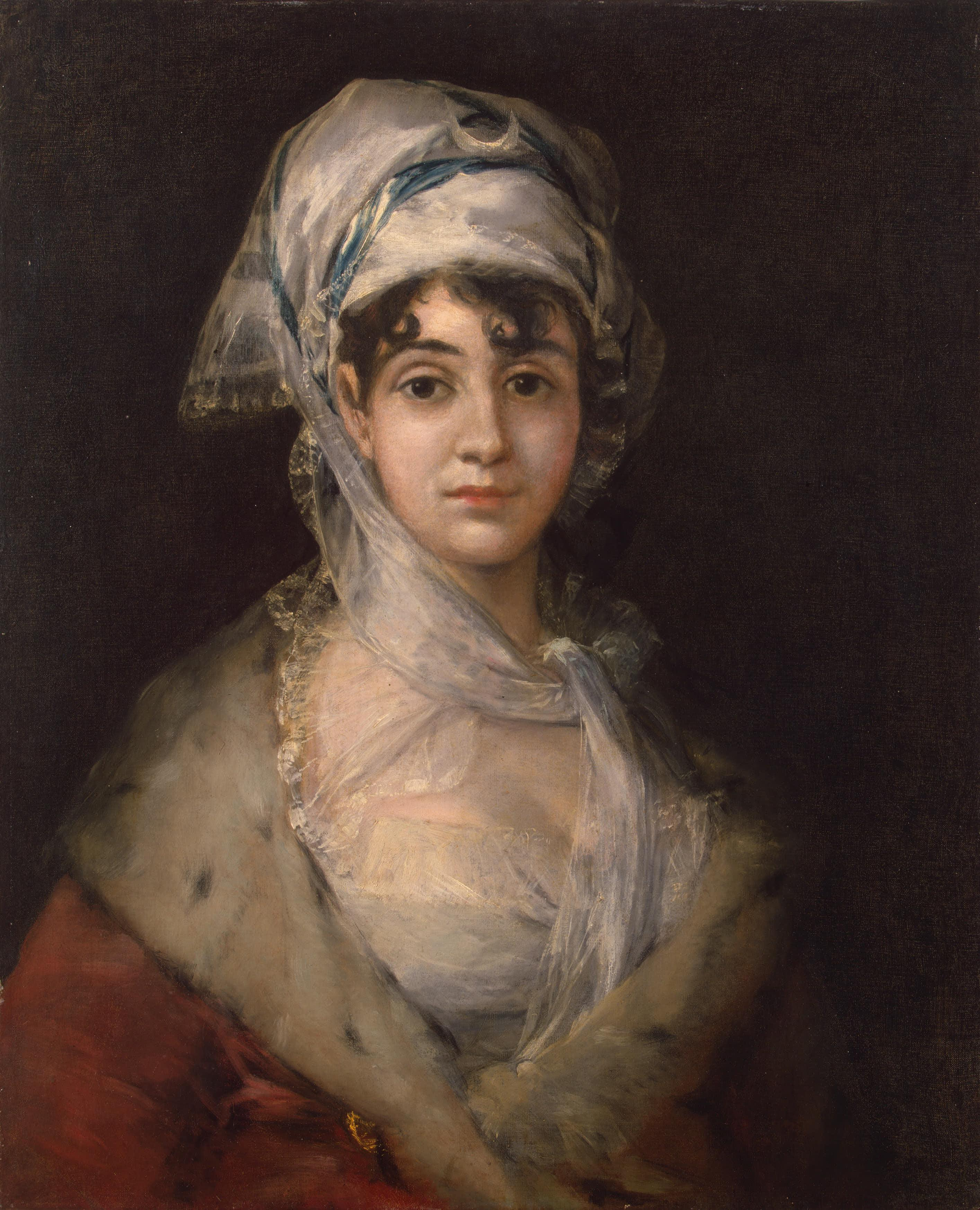
浪漫主义：弗朗西斯科·戈雅《安东尼娅·萨拉特像》（1810年）
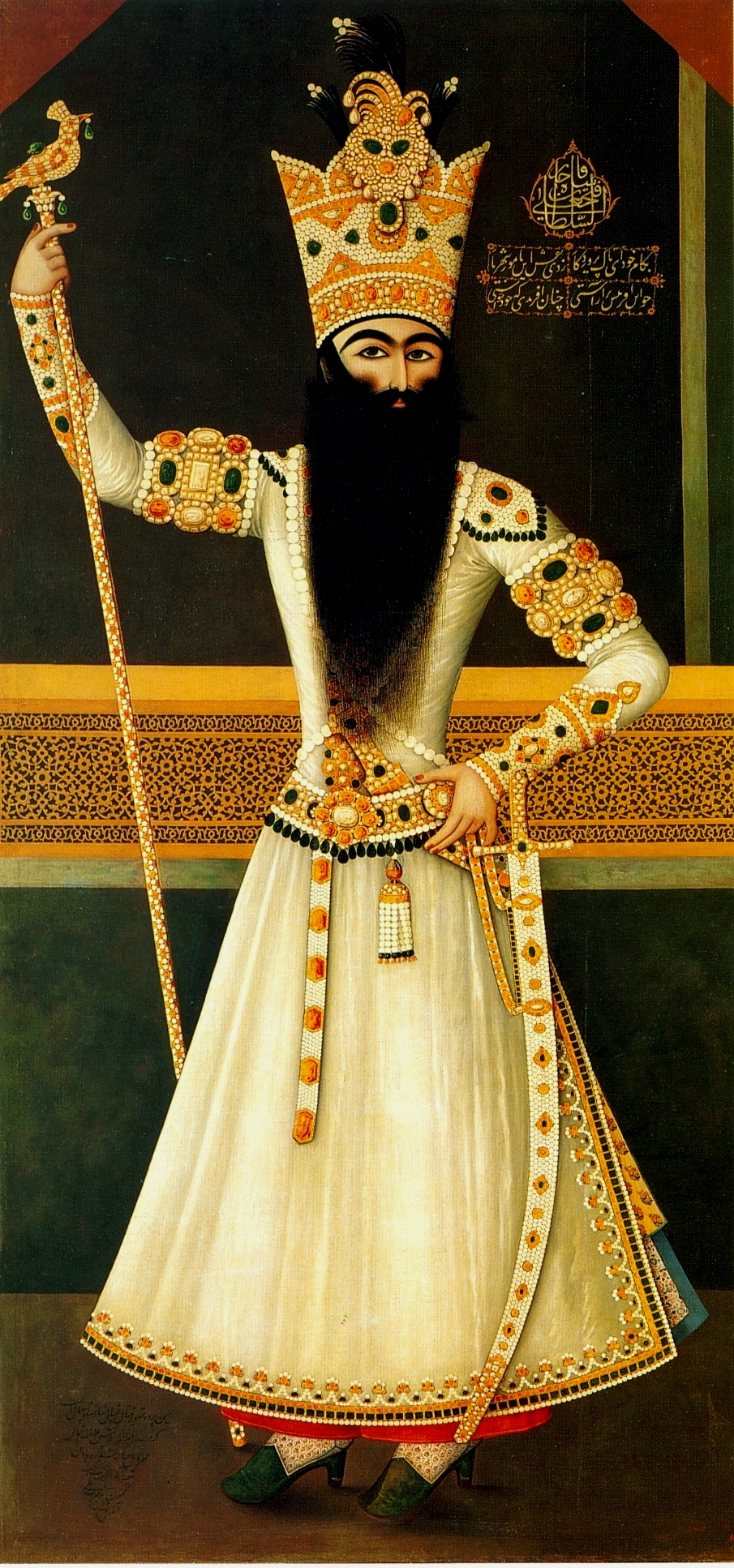
波斯：法特赫-阿里沙·卡扎爾像（1813–1814年）
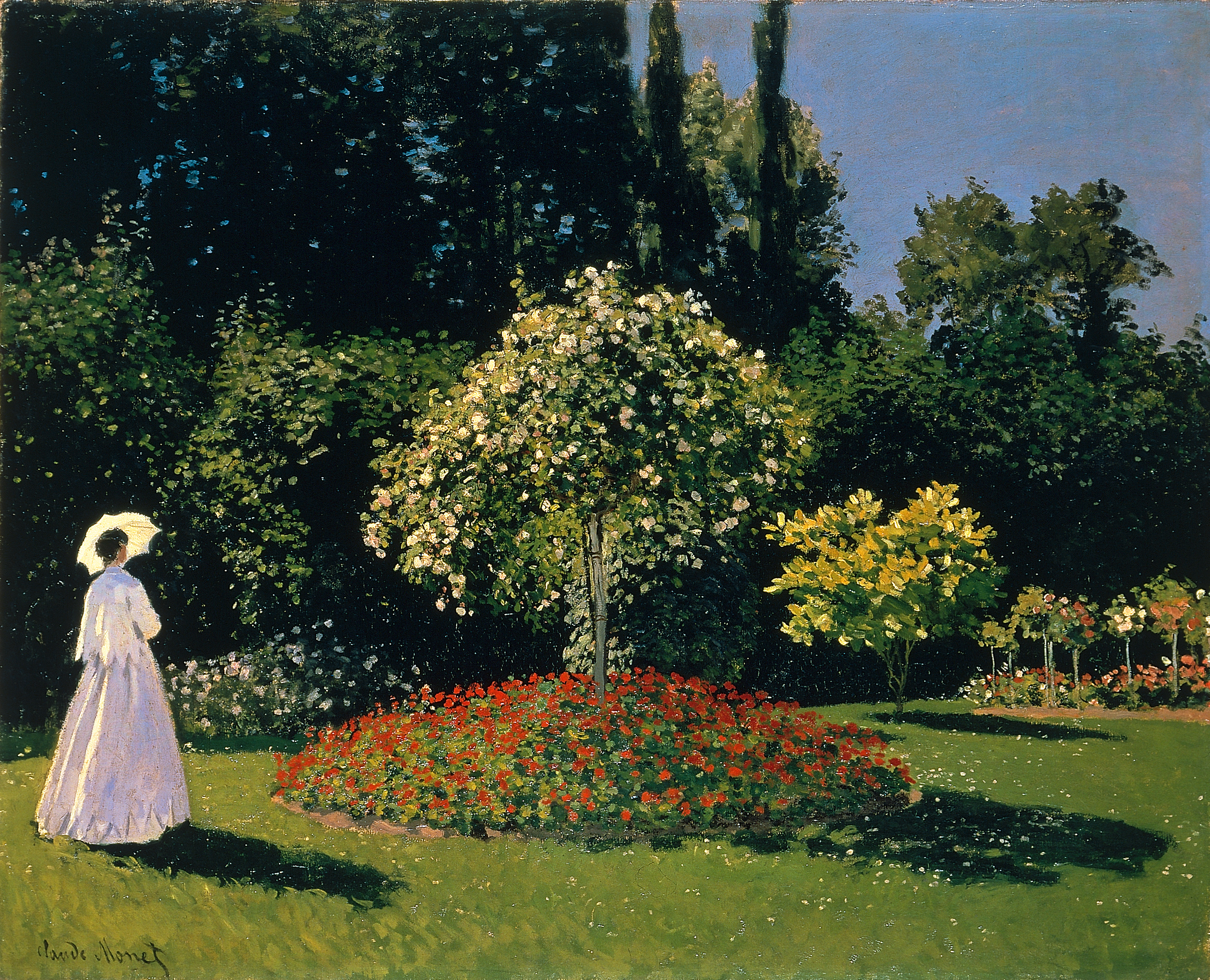
印象派：克洛德·莫奈《花园中的女子》（1867年）
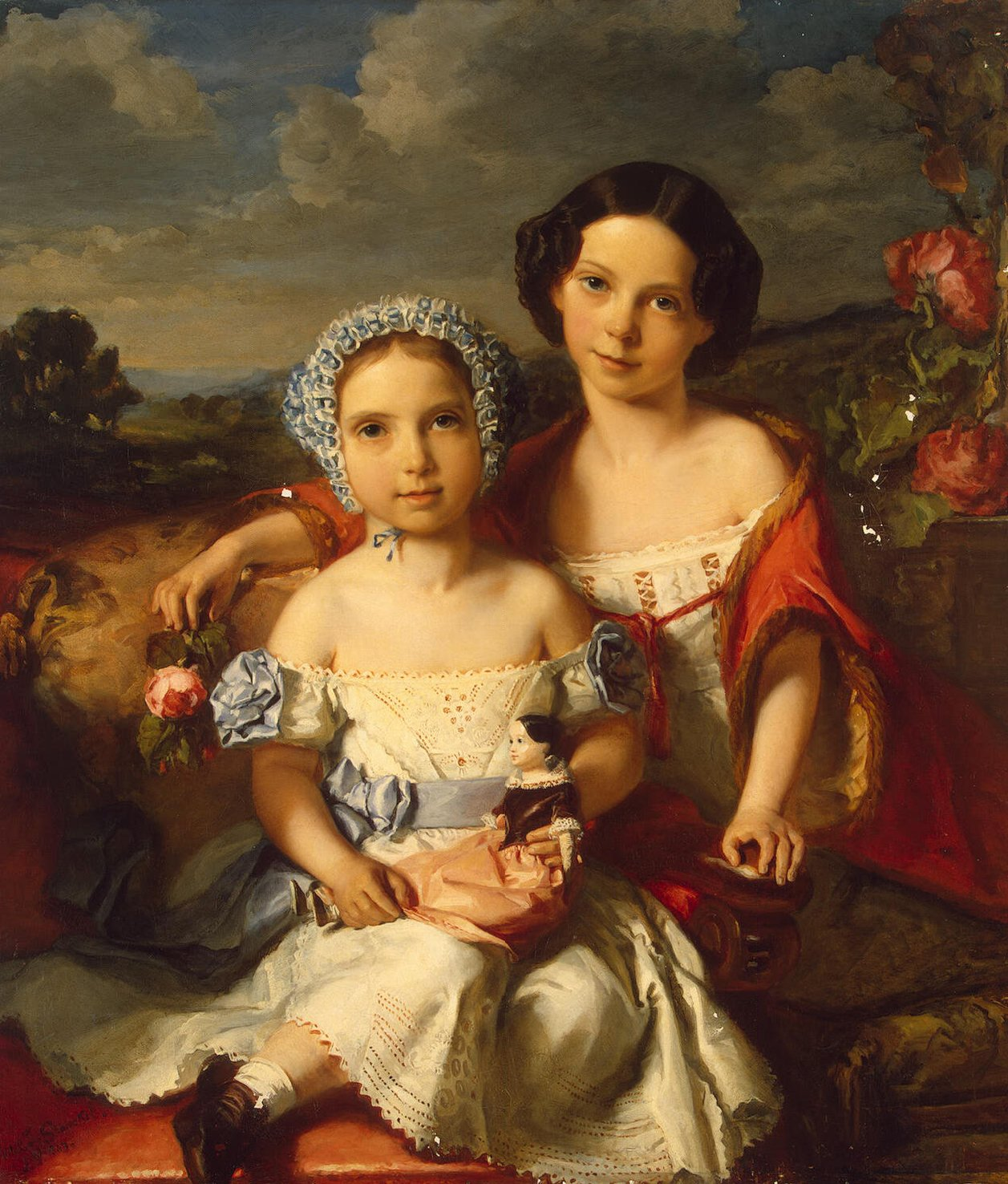
Vital Jean de Gronckel《两个孩子的像》（1849年）
后印象派：文森特·梵高《夜里的白屋》（1890年）

### 引用
1. 1 2  The Art Newspaper annual survey, March 28, 2022.
2. ↑  . State Hermitage Museum.   [2021-08-03]. （原始内容存档于2022-08-13）.
3. ↑   (PDF).   [2022-05-06]. （原始内容存档 (PDF)于2016-10-22）.
4. ↑   (PDF).   [2022-05-06]. （原始内容存档 (PDF)于2016-10-22）.
5. ↑  . The State Hermitage Museum.   [2016-06-19]. （原始内容存档于2019-01-16）.

## 延伸閱讀
- . New York: The Metropolitan Museum of Art. 1988  [2017-10-07]. （原始内容存档于2018-07-14）.